# Хардин (окръг, Айова)
Окръг Хардин (на английски: Hardin County) е окръг в щата Айова, Съединени американски щати. Площта му е 1476 km², а населението - 18 812 души (2000). Административен център е град Елдора.